# Neotheronia jason
Neotheronia jason là một loài tò vò trong họ Ichneumonidae.